# 愛国製茶
愛国製茶（あいこくせいちゃ）は、東京都新宿区に本社を置く、日本茶の製造及び販売、日本茶関連商品の販売を行う企業。宮内庁御用達の老舗である。https://goyoutashi.net/article/go-shikouhin/

## 会社概要
1933年（昭和8年）創業。1941年（昭和16年）に法人設立。静岡県富士宮市に製造工場を持ち、大手百貨店などで主に贈答用の茶葉などを販売している。
近年では抹茶を使った洋菓子ブランド「Tea-Tsu」を展開し、抹茶ロールケーキや抹茶フィナンシェなどを販売している。全日本茶商クラブ加盟。

## 事業所
- 本店（新宿区西早稲田3丁目7番9号）
- 直営店（新宿区高田馬場4丁目12番7号）
- 工場（静岡県富士宮市杉田字中村398）